# الاصف (خولان)

تعديل مصدري - تعديل

الاصف هي إحدى قرى عزلة الاعروش بمديرية خولان التابعة لمحافظة صنعاء، بلغ تعداد سكانها 353 نسمة حسب تعداد اليمن لعام 2004.